# Oliver Bellenhaus
Oliver Bellenhaus (* 27. September 1973 in Hof) ist ehemaliger Leiter der Wirecard-Niederlassung in Dubai und war Generalbevollmächtigter der Wirecard Bank. Er gilt als Kronzeuge bei der juristischen Aufarbeitung des Wirecard-Skandals.

## Berufslaufbahn
Die Eltern betrieben ein Stoffgeschäft in Helmbrechts in Oberfranken. Bellenhaus machte eine Lehre bei der örtlichen Raiffeisenbank und wechselte dann nach München zur DZ Bank. 2002 begann er bei Wirecard. Vier Jahre später wurde er im Alter von 33 Jahren Generalbevollmächtigter der hauseigenen Wirecard Bank. 2013 ging er nach Dubai, um die Geschäfte der Tochterfirma Cardsystems Middle East zu leiten. Er arbeitete eng mit Jan Marsalek zusammen und betrieb von dort einen Teil des sogenannten „Drittpartnergeschäfts“. Die Gesellschaft soll zeitweise mehr als ein Drittel aller Umsätze und mehr als die Hälfte des Gewinns im Konzern beigesteuert haben. In Dubai bezog er eine großzügige Wohnung im 93. Stock des Burj Khalifa, des höchsten Gebäudes der Welt.

## Wirecard-Bilanzfälschungen
Wirecard meldete am 18. Juni 2020 Insolvenz an. Wenig später, am 6. Juli 2020, stellte sich Bellenhaus in Deutschland freiwillig der Staatsanwaltschaft, danach befand er sich in Untersuchungshaft. Auf Anraten seiner Verteidiger war er geständig und gilt als wesentlicher Kronzeuge der Anklage im Bilanzskandal um Wirecard, wissend, dass ihn selbst eine Bestrafung erwarten könnte. Bellenhaus behauptet, dass er in Dubai vor allem seit 2015 systematisch Scheingeschäfte betrieben hat und einen florierenden Geschäftsbetrieb nur vorgetäuscht hat. Der Umfang der kriminellen Aktivitäten nahm Jahr für Jahr zu. Prüfer wurden getäuscht und Belege wurden gefälscht. Dies geschah nach seinen Aussagen auf Drängen des Vorstands in Aschheim. Im Zuge des Gerichtsverfahrens wurde der Haftbefehl per 6. Februar 2024 gegen Auflagen außer Vollzug gesetzt.
Die Verteidigung von Markus Braun sowie der Rechtsanwalt von Jan Marsalek wiederum sehen in Bellenhaus einen der Haupttäter.